# Silhouette Wellness
Die Silhouette Wellness SA mit Sitz in Meyrin war eine Schweizer Fitnesskette. Sie betrieb schwerpunktmässig im Raum Genf und Lausanne, sowie Zürich zwischenzeitlich 26 Fitnessstudios, womit sie die grösste Fitnesskette der Schweiz war.
Das Unternehmen ging 2003 aus der Übernahme von zehn der damals zwölf Fitnessstudios der Konkurs gegangenen Silhouette Health & Fitness SA hervor. Nachdem die bisherigen Aktivitäten unter der neuen Leitung restrukturiert wurden, übernahm oder eröffnete das Unternehmen schrittweise weitere Fitnessstudios im Raum Genfersee und ab Ende 2006 auch sechs im Kanton Zürich – darunter fünf in der Stadt Zürich – mit insgesamt rund 9'000 Mitgliedern.
Das Fitnesstraining-Angebot der 1'500 bis 2'000 m2 grossen Standorte umfasste Krafttraining, Ausdauertraining an entsprechenden Geräten sowie verschiedene Kurse wie Aerobic, Kick Power, Pilates oder Poweryoga. Einzelne Studios verfügten zudem über ein Schwimmbecken, wo verschiedene Aquafit-Kurse angeboten werden. Darüber hinaus verfügten die einzelnen Studios über zusätzliche individuelle Einrichtungen wie Sauna, Whirlpool, Hamams, Solarium oder Massage- und Beauty-Behandlungen. Die Fitnessstudios hatten an 360 Tagen im Jahr geöffnet und waren nur an öffentlichen Feiertagen geschlossen.
2017 wurde die Silhouette Wellness SA mit zuletzt 22 Standorten von der Activ Fitness AG übernommen, einem Tochterunternehmen der Migros Zürich.